# Devin Haney
Devin Miles Haney (San Francisco, 17 novembre 1998) è un pugile statunitense.
Dal 2019 al 2023 è stato detentore del titolo mondiale WBC dei pesi leggeri e, per la stessa categoria, dei titoli mondiali WBA (Super), WBO, IBF e The Ring. Dal 2023 è campione mondiale WBC dei pesi superleggeri.
Primo campione indiscusso nella storia dei pesi leggeri, Haney è classificato come il miglior pugile attivo al mondo in tale categoria.

## Biografia
Devin visse a Oakland da bambino, ma si trasferì con suo padre Bill Haney a Las Vegas. Ha iniziato la boxe all'età di sette anni.
Il 13 luglio del 2023 è stato arrestato a Los Angeles per possesso illegale di armi da fuoco, è stato rilasciato dopo aver pagato la cauzione.

## Carriera

### Dilettanti
Come dilettante, Devin ha vinto sette titoli nazionali. Nel gennaio 2015, a 16 anni, Devin è diventato il pugile più giovane a vincere i campionati mondiali giovanili a Reno. Ha avuto circa 138 incontri amatoriali prima di diventare professionista nel 2015 all'età di 16 anni.

### Professionisti
Haney è diventato professionista all'età di 16 anni ma non ha potuto competere negli Stati Uniti a causa della regolamentazione sull'età. I suoi primi 4 combattimenti furono in Messico.
A livello regionale ha vinto i titoli WBC Youth, IBF-USBA, IBF North American, WBC International, WBO Inter-Continental e WBA International come professionista.
Nel 2019 è stato annunciato che avrebbe combattuto Zaur Abdulaev per il titolo leggero WBC ad interim, con la possibilità di affrontare il vincitore di Vasyl Lomachenko contro Luke Campbell per il titolo mondiale. Questo non avvenne perché Lomachenko divenne campione WBC in franchising, mentre Haney divenne campione ufficiale.
Nell'incontro del 20 maggio 2023 all' Mgm Grand Garden Arena a Las Vegas Devin Haney sconfigge il pugile ucraino Vasyl' Lomačenko per decisione unanime. Nonostante il verdetto dei giudici il risultato viene duramente contestato dal pubblico e dai media.
A novembre 2023 rende vacanti i titoli WBC, WBA (Super), IBF e WBO in seguito al passaggio nei pesi superleggeri. Il 9 dicembre seguente vince il titolo mondiale WBC di categoria, sconfiggendo Regis Prograis per decisione unanime (120-107).
Il 9 febbraio 2024 viene ufficializzato il match contro Ryan Garcia ex-contendente al titolo mondiale, per il 20 aprile 2024 a Las Vegas con in palio il titolo mondiale WBC dei super-leggeri. Il titolo del combattimento, This One Counts , è un riferimento ai sei precedenti incontri tra Haney e Garcia nel pugilato dilettantistico, con questo che diventa a tutti gli effetti il loro primo incontro ufficiale nel pugilato professionistico.  L'ultima volta che si sono affrontati è stato nel gennaio 2015, nei quarti di finale degli USA Youth National Championships. Il loro record nei dilettanti era in parità a 3-3.
Successivamente il team di Garcia chiede di spostare la sede da Las Vegas a New York al Barclays Center il 20 aprile 2024. Garcia vince il match per una decisione di maggioranza con i punteggi di 114-110, 115-109, 112-112, dopo aver segnato 3 knockdowns ai danni di Haney nei round 7, 10 e 11.
Il 20 giugno l'incontro viene cambiato in un no contest, a seguito della positività all'Ostarina Garcia viene multato di 1,1 milioni e sospeso per un anno per aver usato una sostanza dopante.